# Mor-Afrem-Kirche

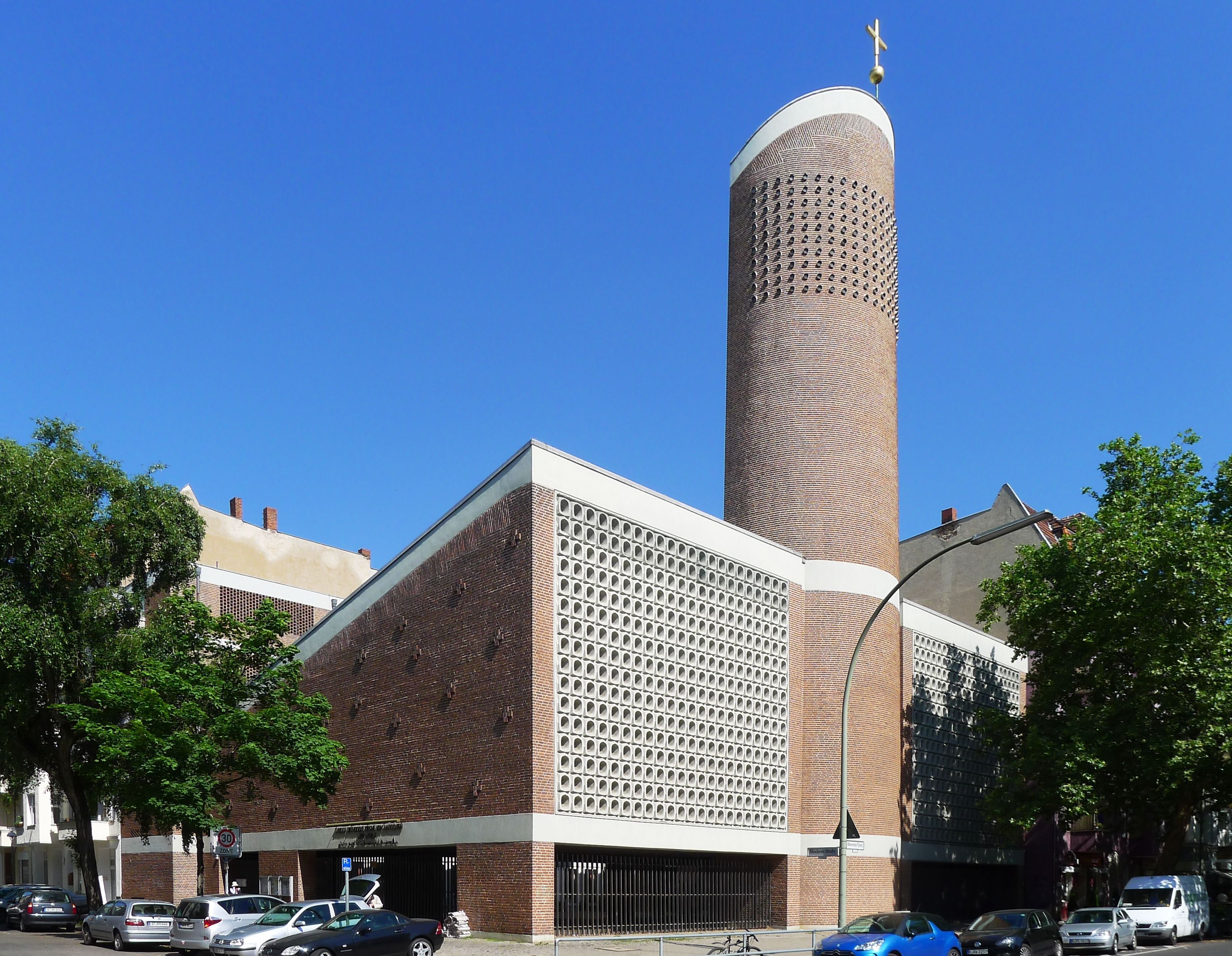
Mor-Afrem-Kirche

Die syrisch-orthodoxe Mor-Afrem-Kirche auf dem Grundstück Mindener Straße 1 Ecke Mierendorffplatz im Berliner Ortsteil Charlottenburg des Bezirks Charlottenburg-Wilmersdorf wurde 1964–1966 nach Entwurf des Architekten Alfons Boklage (1911–2003) als römisch-katholische Kirche Mariä Himmelfahrt erbaut und steht unter Denkmalschutz.

## Geschichte
Die Mariä-Himmelfahrt-Gemeinde war die jüngste Tochter der Charlottenburger Mutterpfarrei Herz Jesu, 1950 wurde sie eigenständige Pfarrei. Noch vor dem Kirchenbau wurde 1963 als Tochter von Mariä Himmelfahrt die Pfarrei Maria Regina Martyrum ausgegliedert.
Ursprünglich war 1924 der Neubau einer evangelischen Kirche mitten auf dem dreieckigen Gustav-Adolf-Platz (dem heutigen Mierendorffplatz) geplant, aber einige Jahre später wurde die Gustav-Adolf-Kirche mehrere Straßenblöcke weiter nordwestlich errichtet. Fast zeitgleich plante der Architekt August Kaufhold für die katholischen Gläubigen eine traditionelle Basilika auf dem rechtwinkligen Eckgrundstück am Platz, aber aus finanziellen Gründen konnte 1926 nur eine Notkirche mit Wohnung für den Geistlichen im Obergeschoss erbaut werden, die erst 1964 dem großen Kirchenneubau weichen musste. Während der Bauzeit genoss die katholische Gemeinde Gastrecht in der Gustav-Adolf-Kirche, woraus sich in der Folge viele ökumenische Kontakte entwickelten.
Seit 1988 war die Kirche Mariä Himmelfahrt auch die Gottesdienststätte der italienischen katholischen Mission (Missione Cattolica Italiana). 2005 verkaufte die katholische Kirche das Gotteshaus an die syrisch-orthodoxe Gemeinde Mor Afrem e. V., es wurde als Mor-Afrem-Kirche am 4. Mai 2008 wiedereröffnet.

## Baubeschreibung
Der Gebäudekomplex, ein mit rotbraunen holländischen Handstrichziegeln und Sichtbeton verblendeter Mauerwerksbau, ist eine Vierflügelanlage in geschlossener Bebauung um einen Innenhof. Er besteht aus der Saalkirche zwischen der Einmündung der Mindener Straße und dem benachbarten Wohngebäude am Mierendorffplatz, einem parallel zu ihr errichteten Wohn- und Gemeindehaus mit seiner Schmalseite an der Mindener Straße und zwei Gebäudetrakten, die beide Baukörper verbinden, der eine an der Mindener Straße, der andere an der Brandwand des Nachbarhauses am Mierendorffplatz. Die Kirche und die beiden Verbindungstrakte ruhen auf einem offenen Sockelgeschoss, das als Stahlbetonbau errichtet wurde, die Stützen sind mit Ziegeln ummantelt. Das Pultdach des Kirchenschiffs fällt zum Hof ab. Die 34 Meter breite Fassade zum Mierendorffplatz besteht aus Glasstahlbeton.
Der Kirchenraum hat im Halbrund des Turmkörpers eine Apsis. Der Fußboden besteht aus Natursteinplatten, die Decke aus Holz. Durch die Fassade dringt kaum Tageslicht ins Innere, nur das zum Hof gelegene große Fenster lässt natürliches Licht ein.
Der 33 Meter hohe Glockenturm auf halbkreisförmigem Grundriss tritt in ihrer Mitte als Konche hervor. In seiner Glockenstube hängt ein Geläut aus vier Bronze-Glocken, das 1965 von der Gießerei Petit & Gebr. Edelbrock hergestellt wurde.
| Schlagton | Gewicht | Durchmesser | Höhe   | Inschrift                                        |
| --------- | ------- | ----------- | ------ | ------------------------------------------------ |
| c'        | 2605 kg | 156 cm      | 125 cm | JESUS CHRISTUS, WEG, WAHRHEIT, LEBEN.            |
| es'       | 1570 kg | 133 cm      | 112 cm | MARIA, AUFGENOMMEN IN DEN HIMMEL, BITTE FÜR UNS. |
| f'        | 1058 kg | 117 cm      | 097 cm | JOHANNES – BEREITET DEN WEG DES HERREN.          |
| as'       | 0597 kg | 098 cm      | 079 cm | ST. GEORG – HILF IM GLAUBEN SIEGEN.              |